# New York, New York (piosenka)
New York, New York – piosenka z filmu o tym samym tytule w reżyserii Martina Scorsese z 1977 roku. Utwór skomponowany przez Johna Kandera do tekstu Freda Ebba w oryginale wykonała Liza Minnelli.
Kompozycja „New York, New York” zyskała na popularności dopiero dzięki wykonaniu Franka Sinatry, po raz pierwszy podczas koncertu w Radio City Music Hall w Nowym Jorku w 1978 roku. W 1980 roku wokalista zarejestrował utwór, który później został wydany na albumie Trilogy: Past Present Future (1980). Utwór dotarł do 32. miejsca na liście „Billboard” Hot 100 w Stanach Zjednoczonych. Sinatra okazjonalnie śpiewał „New York, New York” w duecie z Minnelli. Piosenkarz nagrał utwór ponownie, tym razem w duecie z Tonym Bennettem, w 1993 roku, który znalazł się na albumie Duets.
Interpretacje utworu wykonywali ponadto m.in.: José José, Beyoncé Knowles, Devin Townsend, Shirley Bassey, Jacky Cheung, Polly Scattergood, zespół Acid Drinkers, Trzej Tenorzy.